# ピッチフォーク

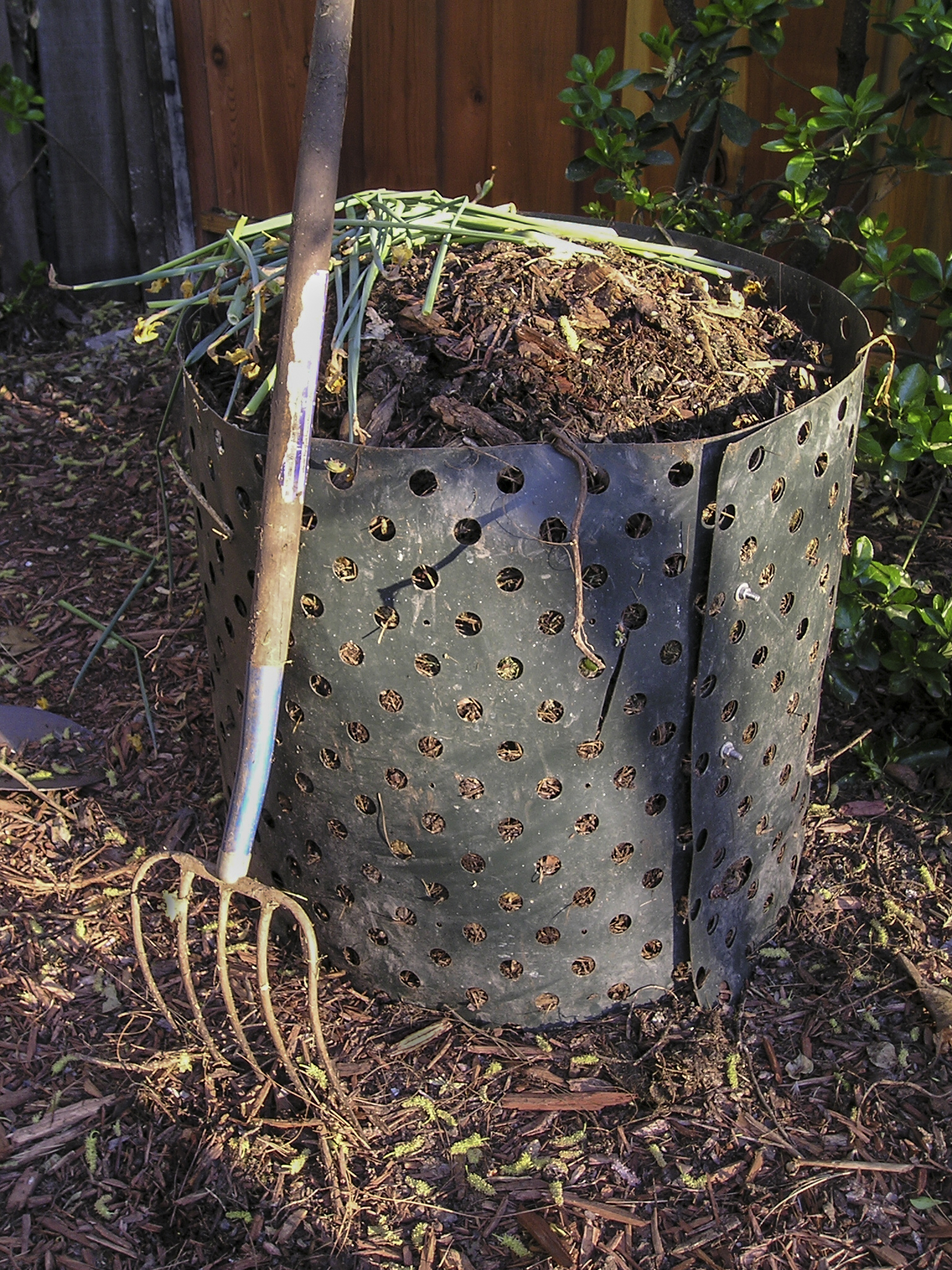
バケツに立てかけられたピッチフォーク

ピッチフォーク（pitchfork）は、長い柄と、長くて広がった歯を持ったヨーロッパ起源の農具であり、刈り取った麦や干草、葉、ブドウの実、そのほかの農作物など柔らかいものを持ち上げたり、投げたりすることに使う。もともとフォークとはこの農具のことであるが、この機能を模して発明された食器のフォークの知名度のほうが高くなっているため、単なるフォークはむしろ食器のフォークの呼称としてのほうがよく使われるようになっている。ピッチフォークはたいてい2本から6本の歯を持っているが、その使用目的によって歯の長さや間隔は多様である。
また、古くはヨーロッパではピッチフォークは剣や銃など高価な武器に手が届かない人々によって、武器として使用された。
その結果、今日の欧米で、激怒している農民や荒れ狂う暴徒たちを描写する表現手法では、ピッチフォークを手にしているすがたをとることが多い。
現在のサブカルチャーでは、悪魔が持つ武器として多く登場している。
BSDのマスコットキャラクター「デーモン君」が手にしているのもフォークである。